# Anomalurobius eburneus
Anomalurobius eburneus är en skalbaggsart som beskrevs av Renaud Maurice Adrien Paulian 1952. Anomalurobius eburneus ingår i släktet Anomalurobius och familjen Aphodiidae. Inga underarter finns listade i Catalogue of Life.